# یواس‌اس گانسان (دی‌یی-۷۹۵)
یواس‌اس گانسان (دی‌یی-۷۹۵) (به انگلیسی: USS Gunason (DE-795)) یک کشتی بود که طول آن ۳۰۶ فوت (۹۳ متر) بود. این کشتی در سال ۱۹۴۳ ساخته شد.